# Кэри, Генри, 1-й барон Хансдон
Генри Кэри, 1-й барон Хансдон (англ. Henry Carey, 1st Baron Hunsdon; 4 марта 1526 — 23 июля 1596) — английский государственный и военный деятель елизаветинской эпохи. Сын Марии Болейн от её первого брака с сэром Уильямом Кэри. Двоюродный брат королевы Англии Елизаветы I Тюдор. Поскольку его мать, леди Мария, в одно время была любовницей короля Англии Генриха VIII, некоторые историки предполагают, что он мог быть его незаконнорождённым сыном.

## Происхождение и ранние годы
Генри Кэри был вторым ребёнком сэра Уильяма Кэри и Марии Болейн, сестры королевы Англии Анны Болейн (в браке с Генрихом VIII). По материнской линии он являлся внуком сэра Томаса Болейн, 1-го графа Уилтшир и леди Элизабет Говард; по отцу — сэра Томаса Кэри и Маргарет Спенсер. Генри приходился двоюродным братом Елизавете I, которая, также, могла быть его единокровной сестрой.
После смерти отца, Уильяма Кэри, Генри и его сестра Кэтрин, находились под опекой своей тётки Анны Болейн, которая, к тому времени, уже состояла в любовной связи с королём. Дети по-прежнему оставались со своей матерью, и Мария поддерживала хорошие отношения с сестрой, вплоть до 1534 года, когда тайно вышла замуж за сэра Уильяма Стаффорда (позднее лорда Чебси), человека незнатного и небогатого.
Являясь законным опекуном, Анна Болейн обеспечила племяннику превосходное образование, отдав его на учёбу в престижный цистерцианский монастырь. Какое-то время он обучался у французского поэта Николаса Бурбона, жизнь которого была спасена от французской инквизиции после вмешательства королевы Анны.
Генри было десять лет, когда Анна Болейн была обезглавлена в мае 1536 года. Его мать, Мария Болейн умерла спустя семь лет в 1543 году, в своём имении в Эссексе.
21 мая 1545 года он женился на Анне Морган, дочери сэра Томаса Моргана из Аркенстона, Херефордшир, и Элизабет Уитни.

## Биография
Генри Кэри дважды становился членом парламента, представляя Букингем в течение 1547—1550 годов, когда ему было двадцать один, и позднее в 1554—1555 годах. Он был посвящен в рыцари в ноябре 1558 года, а 13 января 1559 года получил титул барона от своей двоюродный сестры королевы Елизаветы. Его родная сестра, Кэтрин, также входила в число приближённых фрейлин Елизаветы, и судя по всему, королева проявляла большую щедрость по отношению к своим ближайшим родственникам Болейнам. Когда он стал бароном, его собственные владения состояли из поместий Хансдона и Иствика, Хартфордшира и владений в Кенте. Ранее, Хансдон принадлежал самой Елизавете, во время правления её предшественницы, Марии Тюдор. Генри также было предоставлено ежегодное содержание в размере 400 фунтов стерлингов. 31 октября 1560 года он был назначен личным смотрителем ястребов королевы, и получал жалование — 40 фунтов стерлингов в год. 20 апреля 1561 года Генри Кэри стал рыцарем Ордена Подвязки.
Известно, что в 1564 году Елизавета назначила Генри капитаном корпуса офицеров почётного эскорта, и эта должность, фактически, делала его личной охраной королевы в течение четырёх лет; Кэри сопровождал её в Кембриджском университете в 1564 году.
25 августа 1568 года Генри был назначен губернатором города Берик-апон-Туид в Нортамберленде.

## Военная карьера
1569 год стал началом Северного восстания (ноябрь 1569 — февраль 1570), крупного восстания, спровоцированного Томасом Говардом, 4-м герцогом Норфолк, Чарльзом Невиллом, 6-м графом Уэстморленд и Томасом Перси, 7-м графом Нортумберленд, при тайной поддержке Папы Римского Пия V; целью мятежа было свержение протестантки Елизаветы, и возвращение Англии в лоно Католической церкви.
Генри Кэри был назначен лейтенант-генералом военных сил, сохранивших верность королеве. Его февральская победа над сэром Леонардом Дакре сыграла важную роль в подавлении восстания. Несмотря на то, что количество мятежников составляло около трёх тысяч человек (армия самого Кэри имела меньшую численность, примерно, в два раза), он умело отражал все атаки противника, каждый раз одерживая вверх в битвах. Оставшийся отряд повстанцев пересёк границу с Шотландией, но, в конце концов, был уничтожен военными силами шотландского регента.
Несмотря ни на что, Кэри был впечатлён отвагой солдатов Дакре, о чём он также упомянул в своём письме к Её величеству, описывая детали победы. Генри писал: «…это было самое достойное сопротивление, с которым я когда-либо сталкивался за всю свою жизнь».
За свои военные заслуги, Кэри был вознаграждён личной благодарностью королевы, выраженной трогательным посланием, с её подписью: «Победа не могла обрадовать меня так же сильно, как то, что Вы, дорогой Гарри, посланы самим Богом как орудие моей славы. К Вашей собственной чести, Вы сделали очень многое для моей страны. Ваша любящая родственница, Елизавета».
Позднее, Генри представлял королеву на подписании договора с регентом Шотландии 23 октября 1571 года.

## Семья и дети
От брака с Анной Морган у Генри Кэри родилось, по меньшей мере, шестнадцать детей. Совершенно точно его сыновьями были: Джордж, Джон, Генри, Томас, Уильям, Эдмунд, Томас, Роберт; а дочерьми — Джоан, Кэтрин, Дельфи, Маргарет, Элизабет, Энн, Элеонора и Матильда.
Кроме того, Генри Кэри имел нескольких внебрачных детей, среди которых был Валентин Кэри, достигший довольно высокого положения во время военной службы под началом своего отца.